# Ставропигийский институт
Ставропиги́йский институ́т — галицко-русское культурно-образовательное учреждение в Галиции (единственное до середины XIX века), созданное в 1788 на базе Львовского Успенского братства декретом императора Иосифа ІІ. Название ставропигиальный — греческое по происхождению (от слов σταυρος — крест и πήγνυμι или πήγνύω — утверждаю, ставлю, забиваю). Устанавливал крест храмового комплекса или церкви высший иерарх братства собственноручно. Этим же подтверждалась традиция учения и формирования элиты общества.
Возрождён в форме университета "Львовский ставропигион".

## Правовой статус и руководство
До 1850-х годов Ставропигийский институт находился в подчинении местного правительства, и фактически каждая сфера деятельности Института попала в четкую зависимость от австрийского законодательства. В начале 1860-х Ставропигион получил статус церковного объединения, а его протектором стал Галицкий грекокатолический митрополит. На практике это не повлияло на деятельность Ставропигии, поскольку церковная власть в Австрии была подчинена светской.

## Руководство
Высочайшим органом Ставропигии было общее собрание, на котором обсуждали и решали вопросы деятельности и финансово-хозяйственного положения Института, а также выбор председателя (сеньора) и совета правления. К обязанностям совета принадлежало как внутреннее регулирование деятельности института, так и презентация его во внешних отношениях. В состав совета, кроме сеньора, который его возглавлял, и его заместителя вице-сеньора, входили руководители отделов (настоятели или префекты). Свои функции члены Ставропигии выполняли бесплатно, а на нужды института отдавали ежемесячные взносы. Состав совета старейшин утверждался в Галицком губернаторстве и Окружном старостве, губернаторство также издавало распоряжения относительно проведения заседаний совета старейшин.
Институтом руководил совет с сеньором (председателем) во главе; известнейший из них — Исидор Шараневич (1885—1901), среди других: И. Бачинский (1801—1816), И. Хоминский (1861—1866), В. Кузнечный (1871—1884), Василий Ковальский. Число членов Львовского братства и Ставропигиона за все время их существования составило 726 человек. в институте работали видные деятели галицко-русского движения Богдан Дедицкий, Венедикт Площанский, Адольф и Иван Добрянские, Осип Марков, Осип Мончаловский, Михаил Качковский, Иван Пелех и другие. Члены Института тесно сотрудничали с другими галицко-русскими организациями и периодическими изданиями.
Ставропигийский институт был закрытым объединением узкого круга галицко-русской элиты, куда входили преподаватели гимназий и университета, научный работники и литературные деятели, священники, адвокаты, нотариусы, государственные служащие, зажиточные львовские мещане, владельцы имений. В кругу единомышленников член института старались изолировать себя от полонизации путём строгого соблюдения старинных русских норм и традиций. таким образом, идеологическая платформа Ставропигийского института выражалась тремя основными принципами: элитарность, русскость, антипольскость. «Язык родственный и товарищеский польский, — писал А. Терлецкий, — воспитание и культура — польская и, свойственно, только исторической ненавистью отмежёваны от поляков».

## Цели
Цели работы Ставропигийского института были заявлены в статье 2 его устава:
- «сохранять святую христианско-католическую веру по греко-восточному обряду у русского народа;
- поддерживать русскую народность и поспешествовавть культурному её развитию;
- печалитись о просвещении, религиозно-нравственном образовании и облагороднении своих единоверцев;
- способствовать русской учащейся молодёжи обоего пола».

## Деятельность

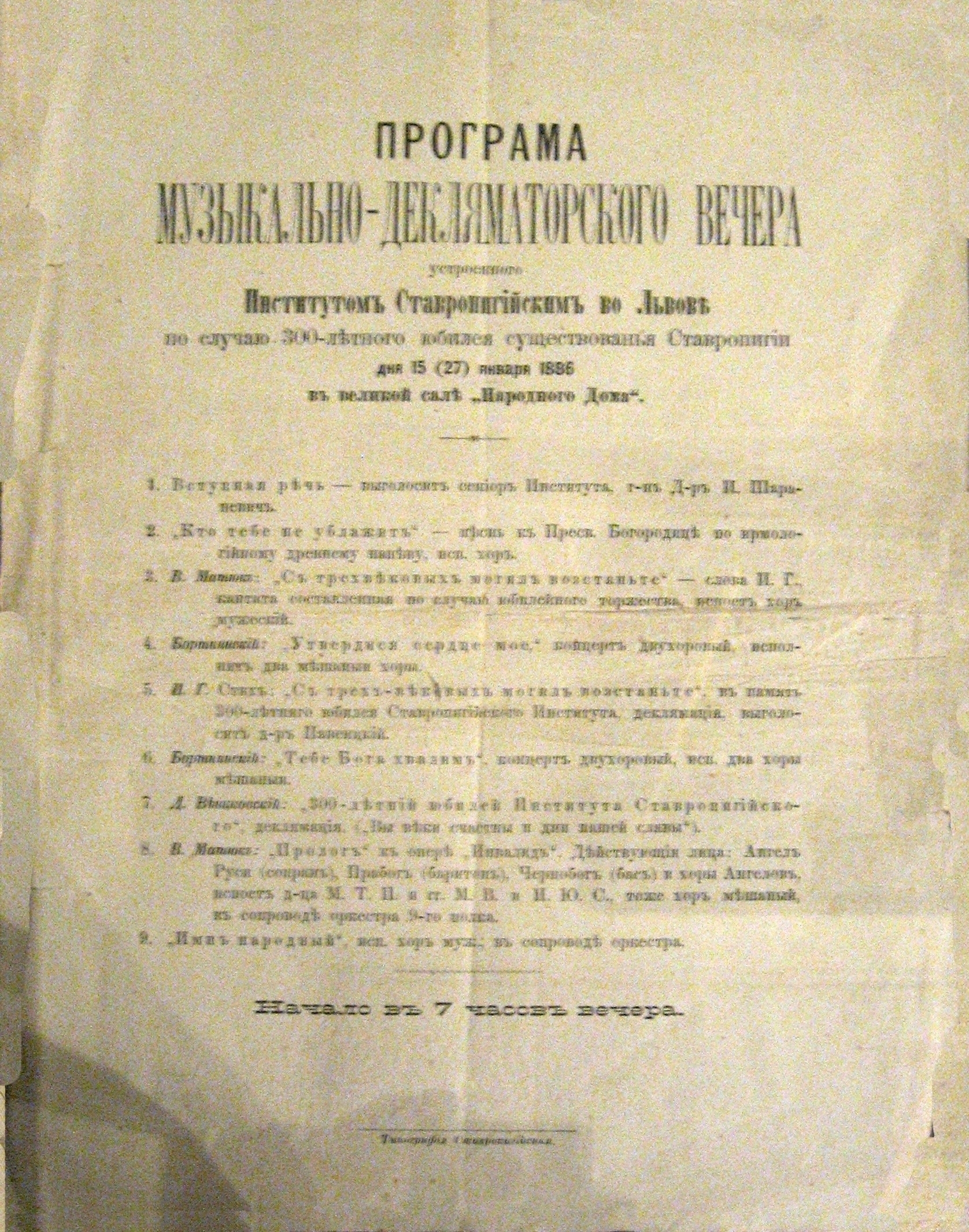
Афиша-программа «литературно-декламаторского вечера», посвящённого 300-летию Львовской ставропигии (1886)

Во второй половине XIX века Ставропигийский институт принадлежал к числу галицко-русских учреждений (как и Народный Дом во Львове и «Галицко-Русская Матица»).
В своих работах галицко-русские деятели использовали язычие, а с конца XIX века — русский литературный язык. Ставропигийский институт отстаивал единство русского народа (малорусов, великорусов и белорусов) и не признавал украинской ориентации. Финансовой основой деятельности были большие имения (участки земли, комплексы домов во Львове), типография, переплётная, книжный магазин.
Ставропигийский институт вёл педагогическо-образовательную, научно-издательскую работу, имел музей и архив. В 1788 году при институте была восстановлена Братская школа (существовала недолгое время) и учительская семинария для учителей начальных и средних школ (в 1930-х годах в ней училось 30 студентов), издавал в первой половине XIX века учебники для начальных и средних школ (в частности букварь 1807, грамматику) и для «Studium Ruthenum». Базу основанного 1889 по инициативе А. Петрушевича и И. Шараневича музея представляли предметы, материалы и документы Успенской церкви, Братского архива и монастырей Галиции. Наибольшую ценность представляли собой рукописи (Кристинопольський апостол XII в., Бучанское XIII в. и Перемышльское XVI в. евангелия, Номоканон XV в., произведение Петра Могилы «Книга души, нарицаемая злото», «Предостережение» (Пересторога), «Львовская летопись» и др.), архив Львовского Братства, оригиналы документов Владислава Опольского 1375, привилегии, грамоты, распоряжения польских королей 1522—1767, документы и письма молдавских господарей относительно Успенской церкви, Братской школы и типографии 1558—1694, грамоты цареградских патриархов в 1586—1670 и др., переписка и акты Львовского Братства; старопечатные книги (в частности церковные книги XVI—XVII вв., грамматика «Адельфотес», 1591), а также предметы церковного искусства. Описание музея Ставропигийского института дали Илларион Свенцицкий (1908) и Исидор Шараневич («Ruskie Muzeum Instytutu Stawropigijskiego we Lwowie», 1937).
В конце XVIII — в начале XIX века типография Львовской Ставропигии, которая вела своё начало от печатни Ивана Фёдорова, оставалась единственной в Галиции (и второй в Австрии вместе с типографией Экгарта в Черновцах), у которой имелся кириллический шрифт и, следовательно, возможность издавать книги на церковно-славянском или русском языках.
Члены института были представлены в первой политической организации галицких русинов — Главной русской раде (треть основателей — 22 человека из с 66 принадлежала Ставропигии). После начала Первой мировой войны в 1914 году и репрессий австрийских властей против галицко-русского движения Ставропигийский институт был закрыт, а затем передан украинофилам. С 1922 до 1924 года институтом управлял польский правительственный комиссар. В 1924 году после тяжбы с украинофилами удалось добиться от польских властей решения о возвращении института. К 1929 году Старопигийский институт обновил церковь, типографию и дома, его общее движимое и недвижимое имущество оценивалось почти в 2 млн польских злотых.

## Работы членов института
Часть документов институтского архива издал И. Шараневич — «Юбилейное изданіе въ память 300-лѣтняго основанія Львовского Ставропигійского Братства» (1886), В. Милькович — «Monumenta Confraternitatis Stauropigianae Leopoliensis», т. І (1895 — 98) и другие. Историю Львовского Братства и церкви написал Денис Зубрицкий «Dіе Griecһisch- Katholische Stavropigialkirche in Lemberg und das mit іһr vereinigte Institut» (1830); институту посвящён «Юбилейный сборник в память 350-летия Львовского Ставропигиона» (редактор Василий Ваврик, 1936). Ценным источником истории Ставропигиона и Украины были ежегодные календари «Временникъ Ставропигійского института» (за годы 1864—1915 и 1923—1939) и «Сборник Львовской Ставропигии» (1921). В издательстве Ставропигиона появилась «Исторія галицко-русскаго княжества» Д. Зубрицкого (1852—1855, 3 тома), на деньги Ставропигии выходила в 1850—1854 годах газета «Зоря Галицкая».

## Ликвидация
После присоединения Западной Украины к УССР в 1939, Ставропигион был закрыт, как не отвечающий официальной идеологии, допускавшей только украинскую идентичность для тех, кого в прошлом называли русинами или малорусами. Музейные вещи в 1940 году были отданы во Львовский государственный исторический музей, архив — в Центральный государственный исторический архив УССР во Львове, библиотека — Львовской Научной библиотеке АН УССР. Институт восстановил свою деятельность под руководством Василия Ваврика в период немецкой оккупации и был окончательно закрыт при возвращении советских войск в 1944 году.

## Современность
В начале XXI века во Львове начал работу Университет «Львовский Ставропигион».
В советский период появилась улица Ставропигийская, этим названием была названа одна из старейших улиц Львова, которая ведёт от площади Рынок к Доминиканскому костёлу.